# Вайз (округ, Техас)
Шаблон:StateAbbr_ 33°13′ пн. ш. 97°39′ зх. д. / 33.22° пн. ш. 97.65° зх. д.
Округ Вайз (англ. Wise County) — округ (графство) у штаті Техас, США. Ідентифікатор округу 48497.

## Історія
Округ утворений 1856 року.

## Демографія
За даними перепису 2000 року загальне населення округу становило 48793 осіб, зокрема міського населення було 9310, а сільського — 39483. Серед мешканців округу чоловіків було 24580, а жінок — 24213. В окрузі було 17178 домогосподарств, 13465 родин, які мешкали в 19242 будинках. Середній розмір родини становив 3,14.
Віковий розподіл населення поданий у таблиці:
| Стать    | До 15 років | 15-21 | 22-29 | 30-39 | 40-49 | 50-65 | 65-85 | Понад 85 |
| -------- | ----------- | ----- | ----- | ----- | ----- | ----- | ----- | -------- |
| Чоловіки | 5824        | 2575  | 2250  | 3850  | 3903  | 3864  | 2118  | 196      |
| Жінки    | 5537        | 2230  | 2121  | 3841  | 3734  | 3886  | 2481  | 383      |

## Суміжні округи
- Монтаг'ю — північ
- Кук — північний схід
- Дентон — схід
- Таррант — південний схід
- Паркер — південь
- Джек — захід

## Виноски
1. ↑  U.S. Decennial Census. United States Census Bureau. Архів оригіналу за 12 травня 2015. Процитовано 12 травня 2015.
2. ↑  Texas Almanac: Population History of Counties from 1850–2010 (PDF). Texas Almanac. Архів оригіналу (PDF) за 26 лютого 2015. Процитовано 12 травня 2015.
3. ↑  State & County QuickFacts. United States Census Bureau. Архів оригіналу за 1 березня 2016. Процитовано 29 грудня 2013.(англ.) Наведено за англійською вікіпедією.
4. ↑  American FactFinder. Бюро перепису населення США. Архів оригіналу за 26 лютого 2012. Процитовано 31 січня 2008.

| США | Це незавершена стаття з географії США. Ви можете допомогти проєкту, виправивши або дописавши її. |